# Hořice v Podkrkonoší
Hořice v Podkrkonoší (czeski: Železniční stanice Hořice v Podkrkonoší) – stacja kolejowa w miejscowości Hořice, w kraju hradeckim, w Czechach. Jest ważnym węzłem kolejowym o znaczeniu regionalnym. Znajduje się na wysokości 300 m n.p.m.
Jest obsługiwana i zarządzana przez České dráhy. Na stacji znajdują się kasy biletowe, na których istnieje możliwość zakupu biletów na wszystkie pociągi w tym międzynarodowe oraz rezerwacji miejsc.

## Linie kolejowe
- 041 Hradec Králové - Jičín - Turnov